# (32461) 2000 SP93
2000 SP93 (asteroide 32461) é um asteroide troiano de Júpiter. Possui uma excentricidade de 0.06942280 e uma inclinação de 30.88719º.
Este asteroide foi descoberto no dia 23 de setembro de 2000 por LINEAR em Socorro.